# فرودگاه سقز
فرودگاه سقز یک فرودگاه نوساز در شهرستان سقز واقع در استان کردستان است که فاز نخست آن در ۳۰ تیرماه ۱۴۰۰ با حضور مسئولان شرکت فرودگاه‌ها و ناوبری هوایی کشور و استاندار کردستان شروع به فعالیت کرد و همزمان اولین پرواز آزمایشی فلایت چک شرکت فرودگاه‌ها و ناوبری نیز در این فرودگاه به زمین نشست. این فرودگاه در ۱۲ آبان ماه ۱۴۰۲ با یک پرواز ایران‌ایر به‌صورت رسمی آغاز به کار کرد. 
به گفتهٔ مسئولان استان کردستان، این فرودگاه جهت استفاده مردم شهرستان‌های شمالی استان کردستان و شهرستان‌های جنوبی آذربایجان غربی به ویژه مناطق آزاد تجاری  بانه و مریوان احداث گردیده‌است.

## شرکت‌های هواپیمایی و مقصدهای پروازی
| شرکت‌های هواپیمایی | مقصدهای پروازی |
| ----------------- | -------------- |
| ایران ایر         | تهران          |

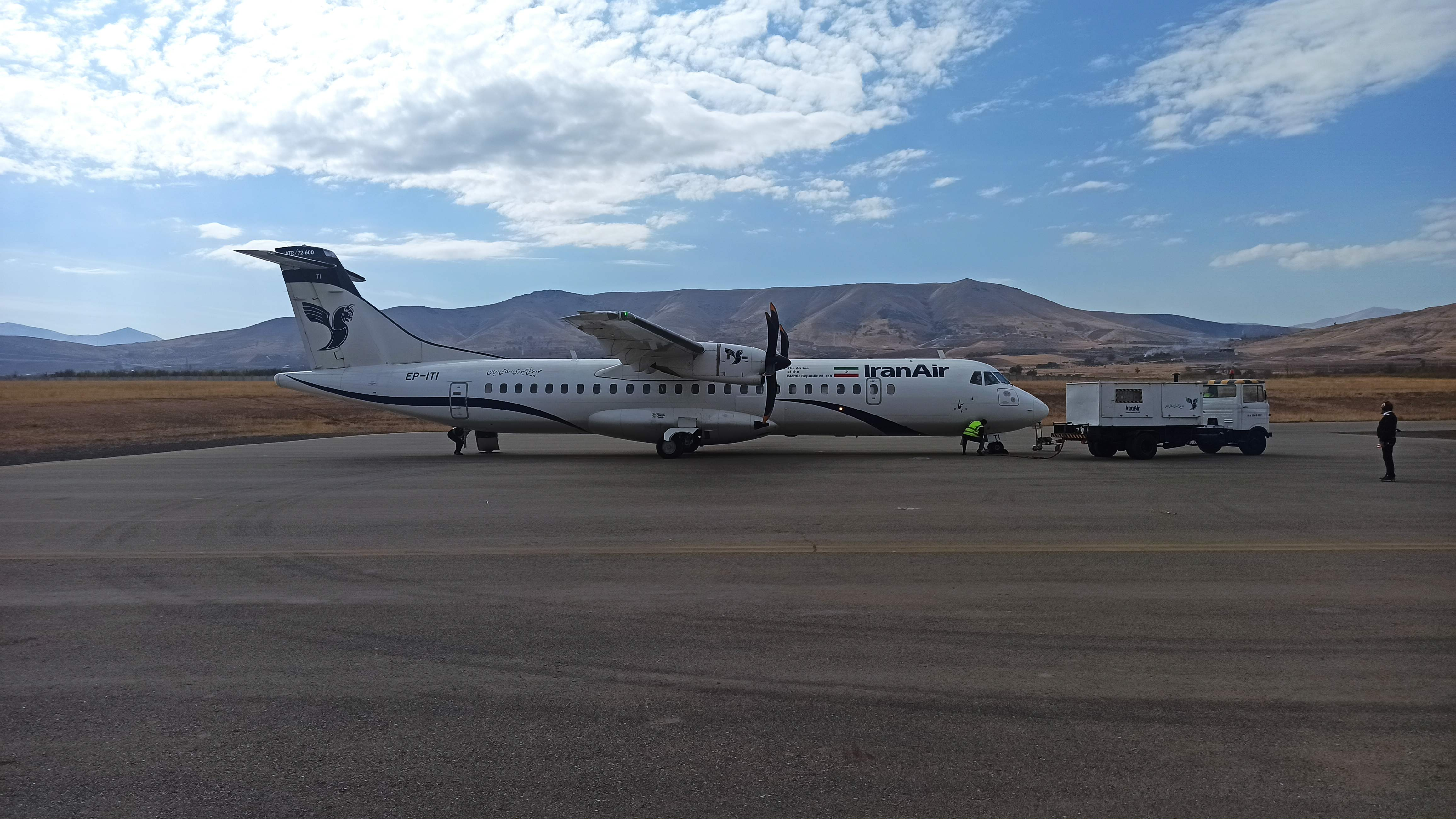
فرودگاه سقز

البته افزایش تعداد مقصدهای پروازی و تعداد پروازها در هفته، تجهیز برج مراقبت پروازی، تجهیز فرودگاه به جایگاه سوختگیری و آشیانه، افزایش طول و عرض باند پروازی برای فرود هواپیماهای بزرگ پیکر ‌از برنامه‌های آتی توسعه این فرودگاه هستند که نیاز به پیگیری های مکرر و دلسوزانه مسئولین شهری و استانی و همت ملی دارد که به کرات در رسانه های محلی مطرح میگردد. در مقطع کنونی فقط هفته‌ای یک پرواز به مقصد تهران دارد.

## تاریخچه احداث پروژه
مطالعات ساخت فرودگاه سقز در سال ۱۳۷۵ شمسی آغاز شد و در سال ۱۳۸۴ عملیات ساخت آن اجرایی شد. این فرودگاه داخلی در ۱۸۰ هکتار ساخته شده‌است.
در سفر دور اول سفر هیئت دولت مصوب گردید که عملیات اجرایی آن تسریع گردد که با پیگیری‌های مسئولان استان کردستان حاصل مطالعات انجام شده توسط مهندسین مشاور ایمن راه در سال ۸۶ به مناقصه گذاشته شد و از میان ۹ شرکت صاحب صلاحیت، در مورخ ۲۰/۴/۸۶ شرکت ساختمانی و راه‌سازی هیوالرد به عنوان پیمانکار منتخب جهت انجام عملیات احداث باند پرواز، جاده گشت زنی و فنس کشی فرودگاه انتخاب شد. فرودگاه سقز به عنوان کلید توسعه منطقه، درشبکه ارتباطی کشور، ساکنان شهرهای حوزه نفوذی خود را که بیش از ۲٫۵ میلیون نفر می‌باشند تحت پوشش قرار می‌دهد. تا ابتدای سال ۸۸ مبلغ ۲۷ میلیارد ریال از محل اعتبارات توسعه و توازن منطقه‌ای به این پروژه اختصاص یافته‌است.
این پروژه در سال ۸۸ دارای ۲۰ میلیارد ریال اعتبار و در سال ۸۹ نیز ۳۰٫۷۶۶ میلیارد ریال اعتبار داشته‌است و دارای پیشرفت فیزیکی ۲۹٪ می‌باشد.
بعد از اینکه شهرهای مرزی بانه و مریوان در آبان ماه سال ۱۳۹۴ به منطقه آزاد تجاری تبدیل شدند، زمزمه‌های از سرگیری احداث فرودگاه سقز به عنوان پشتوانهٔ این مناطق و کلید توسعهٔ این منطقه به گوش می‌رسید.
محسن بیگلری عملیات اجرایی فرودگاه سقز توسط شرکت «هیوا لرد» دوباره آغاز می‌شود، عنوان کرد: مقرر شده که شرکت فرودگاه‌های کشور ۳۵ میلیارد ریال برای ادامه عملیات مربوط به زیرسازی و روسازی باند و کارهای تکمیلی در سال جاری به پروژه فرودگاه سقز اختصاص دهد.
وی به وعده اختصاص ۱۵ میلیارد تومان برای تسریع در ساخت فرودگاه سقز در سفر معاون اول رئیس‌جمهور به استان کردستان اشاره کرد و اظهارداشت: بررسی‌های کارشناسی برای نحوه اختصاص و انعقاد قرارداد برای اختصاص این اعتبار در وزارت راه و سایر نهادها صورت گرفته و امیدواریم با عنایت به اهمیت مسئله هر چه سریعتر این اعتبار اختصاص یابد.
نماینده مردم شهرستان‌های سقز و بانه در مجلس شورای اسلامی به مسئله تملک اراضی اطراف فرودگاه هم اشاره کرد و افزود: مسئله تملک اراضی اطراف و عملیات خاکبرداری در داخل و شرق فرودگاه توسط اداره کل راه و شهرسازی استان کردستان از طریق امانی و با استفاده از امکانات موجود و تشریک مساعی سایر نهادها صورت می‌گیرد.
همچنین براساس تصمیمات اتخاذ شده قیر مورد نیز برای آسفالت این پروژه هم توسط معاونت راه‌های روستایی وزارت راه تأمین خواهد شد.

### تکمیل فرودگاه در سال ۱۴۰۰
در سال ۱۳۹۹ با بازدید مسئولان بلندپایه ایران از این فرودگاه و اختصاص بودجه کافی برای آن، نسبت به تکمیل آن در سال ۱۴۰۰ برنامه‌ریزی شده‌است.
براساس آخرین پیش‌بینی انجام شده قرار بر این است که فرودگاه در عید قربان مورخ ۳۰ تیر ۱۴۰۰ افتتاح گردد.
همچنین نماینده سقز و بانه در نامه ای خاطب به وزیر راه و شهرسازی افتتاح زودهنگام فرودگاه سقز درحالی‌که تمام بخش‌های آن نظیر دیوار پیرامونی، ساختمان نگهبانی و تکمیل ترمینال و استخدام پرسنل محقق نگردیده را اقدامی نمایشی خوانده و با آن مخالفت جدی کرده‌است.

### فرودگاه در سال ۱۴۰۲
تکمیل این فرودگاه در سال ۱۴۰۲ و در دولت سیزدهم، از سر گرفته شد و با اختصاص بودجه ۱۰۰ میلیاردی تلاش شد که بخش‌هایی دیگر از آن ساخته شود و مواردی که کارشناسان سازمان هواپیمائی کشوری به عنوان اشکال پروژه اعلام کرده بودند حل و فصل گردد. استاندار کردستان در دیدار با رئیس سازمان هواپیمایی کشور بر تکمیل این فرودگاه تأکید نمود.

## الحاق فرودگاه سقز به منطقه آزاد تجاری
طبق جلسه استانداری کردستان در تاریخ ۲۹ اردیبهشت ماه ۱۴۰۳ طرح الحاق فرودگاه سقز به منطقه آزاد تجاری بانه و مریوان تصویب گردید و مقرر شد از ظرفیت های فرودگاه جهت افزایش توسعه شهرستان استفاده گردد. همچنین در جلسات قبلی برگزار شده طرح توسعه فرودگاه جهت استفاده حداکثری از ظرفیت فرودگاه در منطقه کلید خورده و شرکت هواپیمایی ملی ایران توسعه فرودگاه سقز را جزو اولویت های برنامه‌ی خود قرار داده است که حمایت و پیگیری مسئولان شهرستانی و استانی را میطلبد. همچنین استقرار گمرک در فرودگاه جهت پروازهای خارجی در دستور کار قرار دارد.

## ویژگی‌های فرودگاه
این فرودگاه به مساحت ۲۲۰ هکتار، دارای باند پرواز به طول ۲ هزار و ۹۳۰ متر، تاکسی وی به طول ۴۵۰ متر، اپرون به مساحت ۲ هزار و ۵۰۰ مترمربع، مسیر دسترسی به فرودگاه به طول ۴۵۰ متر است.
همچنین ساختمان ترمینال فرودگاه به مساحت ۲ هزار و ۲۹۸ مترمربع، شامل سالن انتظار و ترانزیت است، ساختمان جانبی هم به مساحت ۳۳۰ مترمربع احداث شده‌است.